# Tinus de Beer
Pour les articles homonymes, voir de Beer.

a Compétitions nationales et continentales officielles uniquement.

b Matchs officiels uniquement.
Dernière mise à jour le 3 mars 2024.
Tinus de Beer, né le 24 janvier 1996 à Pretoria (Afrique du Sud), est un joueur sud-africain de rugby à XV jouant au poste de demi d'ouverture à Cardiff Rugby en United Rugby Championship depuis 2023.

## Biographie

### Jeunesse et formation
Tinus de Beer joue avec l'équipe des moins de 18 ans des Blue Bulls lors de la Craven Week en 2013. Il est alors l'un des meilleurs joueur de son équipe avec Embrose Papier,. Il rejoue cette compétition l'année d'après.
Il est ensuite le capitaine des moins de 19 ans en 2015. Cette année là, il est également sélectionné en équipe d'Afrique du Sud des moins de 20 ans pour le Championnat du monde junior. Son pays termine la compétition en troisième position, après avoir battu la France 31 à 18 lors du match pour la troisième place.

### Débuts en Afrique du Sud (2015-2023)
En 2015, Tinus de Beer fait ses débuts avec l'équipe première des Blue Bulls lors de la Vodacom Cup.
Durant l'année 2016, en parallèle de sa carrière avec le Blue Bulls, il étudie à l'université de Pretoria et joue avec son équipe de rugby à XV, les Up Tuks. Avec cette équipe, il atteint la finale de la Varsity Cup (en) en 2017. Il joue un rôle important dans la victoire finale des siens marquant quatre pénalités et deux transformation, face aux Maties de l'université de Stellenbosch.
Après cette victoire, il retourne avec les Blue Bulls XV pour la SuperSport Challenge Cup en 2018. Puis, il prolonge son contrat jusqu'en 2019.
À l'issue de son contrat, il rejoint les Griquas en avril 2019,. Avec cette équipe, il participe notamment au Super Rugby Unlocked (en), une compétition organisée en 2020 entre équipes sud-africaines à cause de la pandémie de Covid-19.
En 2022, il s'engage avec les Pumas. Dès son arrivée, il est titularisé pour le premier match de la saison, face à son ancienne équipe, les Blue Bulls, en Currie Cup. L'équipe se qualifie en demi-finale de la compétition, puis élimine les Free State Cheetahs pour atteindre la finale. En finale, il est titulaire à l'ouverture et les siens s'imposent 26 à 19. L'année suivante, en 2023, les Pumas sont de retour en finale et affrontent cette fois les Free State Cheetahs. De Beer est une nouvelle fois titulaire, marque onze points, mais ce n'est pas suffisant pour éviter la défaite. Les Pumas sont battus 25-17,.

### Transfert à Cardiff (depuis 2023)
À 27 ans, après deux saisons pleines chez les Pumas, Tinus de Beer rejoint Cardiff Rugby à partir de la saison 2023-2024. La fédération galloise était d'abord contre ce transfert, mais avec le départ de Jarrod Evans vers les Harlequins et le départ à la retraite de Rhys Priestland, cette dernière a cédé,. Il fait ses débuts en Europe, lors de la première journée du United Rugby Championship, dans une défaite à domicile 22-23 contre le Benetton Trévise.

## Palmarès

### En club
- Up Tuks
  - Vainqueur de la Varsity Cup (en) en 2017

- Pumas
  - Vainqueur de la Currie Cup en 2022
  - Finaliste de la Currie Cup en 2023

### En sélection nationale
- Afrique du Sud -20
  - Troisième du Championnat du monde junior en 2015